# Gnatholea simplex
Gnatholea simplex là một loài bọ cánh cứng trong họ Cerambycidae.